# Albert Odyssey: Legend of Eldean
Albert Odyssey: Legend of Eldean, i Japan känt som Albert Odyssey Gaiden ~Legend of Eldean~ (アルバートオデッセイ外伝〜LEGEND OF ELDEAN〜?) är ett rollspel utvecklat av Sunsoft och först tänkt att släppas till SNES, innan spelet sedan porterades och släpptes till Sega Saturn. Spelet släpptes i Japan i augusti 1996, och utgavs sedan i Nordamerika av Working Designs i juli 1997. Spelet är det första Albert Odyssey-spelet som översattes till engelska, samt det första turordningsbaserade i serien. Spelet är en så kallad "gaiden"-titel, det vill säga en sidohistoria till originalserien och handlingen är fristående från tidigare spel i serien.

## Handling
Huvudpersonen Pike är en ung pojke, vars övriga familjemedlemmar mördades av en grupp monster då han var ett litet barn. Han växer upp hos en familj med bevingade humanoider, "Harpyor". 10 år senare förvandlas hans adoptivsyster till sten av en ond magiker. Tillsammans med Cirrus, ett talande svärd som innehåller en av de legendariska Eldean-syskonens ande, ger sig Pike av och försöker finna ett botemedel. Han upptäcker snart att en grupp onda magiker försöker ställa alla världens folk mot varandra, och väcka upp den uråldrige gudomen Vlag. Tillsammans med sina vänner skall Pike stoppa ondskan.

### Fotnoter
1. ↑  Boulette, Bryan (1998). Albert's Good Time Arkiverad 2 februari 2013 hämtat från the Wayback Machine., RP Gamer.
2. ↑  Release data Arkiverad 12 mars 2016 hämtat från the Wayback Machine., GameFAQs. läst 27 augusti 2011.